# Courtesoult-et-Gatey
Courtesoult-et-Gatey é uma comuna francesa na região administrativa de Borgonha-Franco-Condado, no departamento de Alto Sona. Estende-se por uma área de 10,17 km². Em 2010 a comuna tinha 61 habitantes (densidade: 6 hab./km²).